# Atemptat contra el Delfinari de Tel-Aviv
L'Atemptat contra el Delfinari de Tel-Aviv va ser un atemptat suïcida que va tenir lloc el dia 1 de juny de 2001, prop de l'entrada de la discoteca "Pacha", situada a la zona del delfinari de Tel-Aviv. Aquest atac va ser inicialment reivindicat pel grup Yihad Islàmica de Palestina, i després per un grup que es feia anomenar Hezbolá a Palestina, abans que els dos grups es retractessin de les seves reivindicacions. Aquest atac va tenir lloc durant la Segona Intifada. El terrorista, de 22 anys, Said Khutari, es va barrejar amb la multitud d'adolescents, esperant fora de l'entrada i va detonar la seva bomba. 21 israelians, entre ells 16 adolescents, van resultar morts i 120 ferits. Les víctimes d'aquest atac van ser en la seva majoria immigrants russos i ucraïnesos. Aquest atac va tenir un impacte notable, tant a Israel com a la diàspora. En reacció a l'atac, el xeic i líder xiïta Hasan Nasrallah, Secretari General del partit Hezbolá, va felicitar als líders del grup Yihad Islàmica de Palestina per l'atac.